# Erich Hoerz
Erich Hoerz (* 1929 in Reichenbach an der Fils; † 5. August 2008 in Münsingen) war ein deutscher Holzingenieur und Entwickler des Pedalos.

## Leben
Erich Hoerz absolvierte zunächst eine kaufmännische Lehre und ein Holz-Ingenieur-Studium in Rosenheim. Anschließend ging Hoerz in die Vereinigten Staaten und nach Kanada. Nach seiner Rückkehr übernahm er die Leitung der Firma Bischof in Reichenbach. Er hatte großes Interesse an Psychomotorik und erfand Spielgeräte zum Trainieren des Gleichgewichts. 1963 gründete er die Holz-Hoerz GmbH, in der seine Ideen umgesetzt werden. Viele Sport- und Therapiegeräte, die bei Wettkämpfen, im Schulsport wie auch bei der Förderung von behinderten Menschen eingesetzt werden, wurden in seinem Unternehmen produziert.
Erich Hoerz erhielt den Bundespreis Gute Form (1971), den World Didac Gold Award (1990) und zuletzt die Auszeichnung Toy Russia 2008.
2006 verkaufte Erich Hoerz sein Unternehmen an die Firma Sport-Thieme und schied als Geschäftsführer aus. Er blieb jedoch als freier Berater bis zu seinem Tod dem Unternehmen treu.